# 가벼운 프로그래밍 언어
가벼운 프로그래밍 언어(lightweight programming language)는 메모리 사용량이 적고 최소한의 구문과 기능을 갖도록 설계되어 구현이 쉬운 프로그래밍 언어를 말한다.
이런 프로그래밍 언어들은 구문과 의미가 간단하여 누구나 빠르고 쉽게 배울 수 있으며, 일부는 (예: 리스프, 포스, Tcl )는 구현하기 너무 간단해서 많은 구현(방언)이 있다.

## 같이 보기
- 가벼운 마크업 언어
- 가벼운 소프트웨어